# Barry Hulshoff
Bernardus Adriaan Hulshoff (* 30. September 1946 in Deventer; † 16. Februar 2020 in Abcoude) war ein niederländischer Fußballspieler und -trainer. Als Spieler war der Vorstopper Teil der Goldenen Ära von Ajax Amsterdam von den späten 1960er bis zu den Anfangs-1970er Jahren. Eine Verletzung verhinderte seine Teilnahme an der Weltmeisterschaft 1974. Als Trainer war er einige Zeit bei Ajax sowie bei mehreren Vereinen in Belgien tätig.

## Leben
Barry Hulshoff begann in der Jugend von AVV Zeeburgia Fußball zu spielen, verließ den Verein aber nach Streitereien und schloss sich als 16-Jähriger Ajax Amsterdam an. Seine Anfänge dort waren nicht gerade von Erfolg gezeichnet und er wurde alsbald von der A1 zur A4-Jugend durchgereicht. In jener Zeit wurde er als „Anti-Fußballer“ angezweifelt und ob seiner typischen Körperhaltung mit einem Fragezeichen verglichen. Aber in der A4 wurde er vom linken Außenverteidiger zum Innenverteidiger umpositioniert und das Schicksal wendete sich. Bald war er sogar Kapitän der Jugendnationalmannschaft unter Trainer Georg Keßler und spielte dort unter anderem neben Johan Cruyff, Willy van der Kuijlen und Wim Jansen.

### Glanzzeit bei Ajax
1964 wurde Hulshoff schließlich in den Profikader von Ajax aufgenommen, spielte aber zunächst nur in der B-Mannschaft. Zwischen 1965 und 1966 hatte er seine ersten Einsätze in der Kampfmannschaft, die dabei die Meistertitel von 1966 und 1967, sowie in letzterem Jahr auch den Pokal im Finale gegen NAC Breda gewann. Ab der Saison 1967/68 hatte er sich schließlich als Stammspieler durchgesetzt und formte zusammen mit dem im Vorjahr vom Europapokalfinalisten von 1966 Partizan Belgrad gekommenen jugoslawischen Nationalspieler Velibor Vasović, der Libero spielte, die Innenverteidigung. Ajax gewann 1968 den dritten Meistertitel in Folge.
Der introvertierte Hulshoff war dabei nicht unumstritten. Zum einen galt er als technisch zu unbeschlagen für die Mannschaft, zum anderen war Hulshoff unzufrieden mit seinem Verhältnis zum gestrengen Trainer Rinus Michels. „Ich hatte mit Michels nie ein Gespräch, das mehr als drei Minuten dauerte“, beklagte er sich einmal. Zudem meinte Hulshoff, dass Michels nie die wahren Gründe für seine Entscheidungen dargelegt hätte, wenn er beispielsweise einmal nicht spielen durfte.
Zum Ende der Saison 1968/69 konnte die Mannschaft zwar keine neuen Titel aufweisen, trat aber mit dem Einzug ins Europapokalfinale von 1969 erstmals voll in das europäische Rampenlicht. Dort wartete der AC Mailand mit seinen Stars Karl-Heinz Schnellinger, Giovanni Trapattoni und dem Mittelfelddirigenten Gianni Rivera. Die jungen Holländer konnten der Erfahrung des Europapokalsiegers von 1963 nicht viel entgegensetzen und verloren im Estadio Santiago Bernabéu von Madrid vor nur 32.000 Zuschauern klar mit 1:4, wobei viele meinten, Ajax hätte dabei besser ausgesehen als das Ergebnis aussagt.

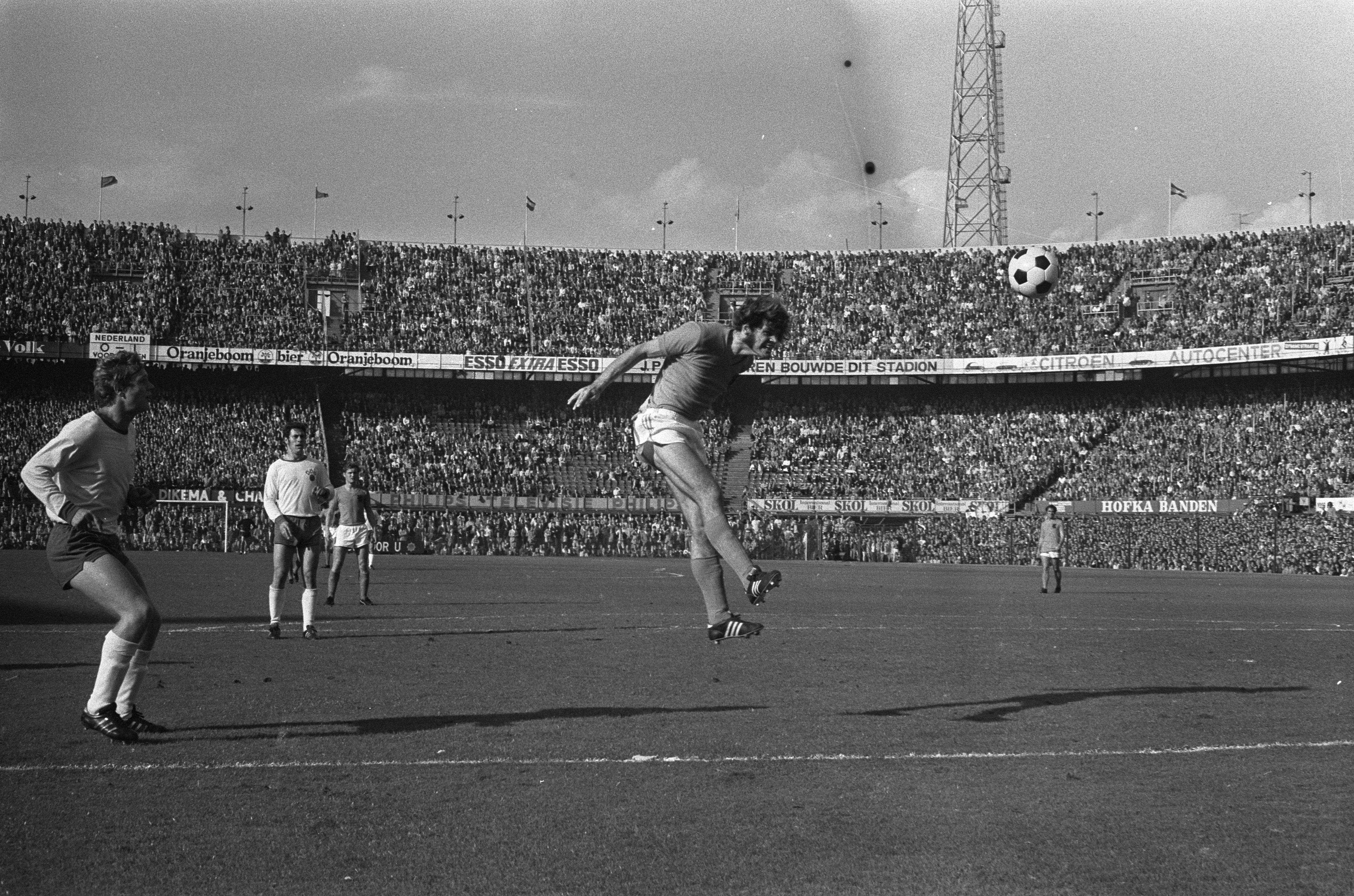
Hulshoff erzielt einen Treffer gegen die DDR (1971)

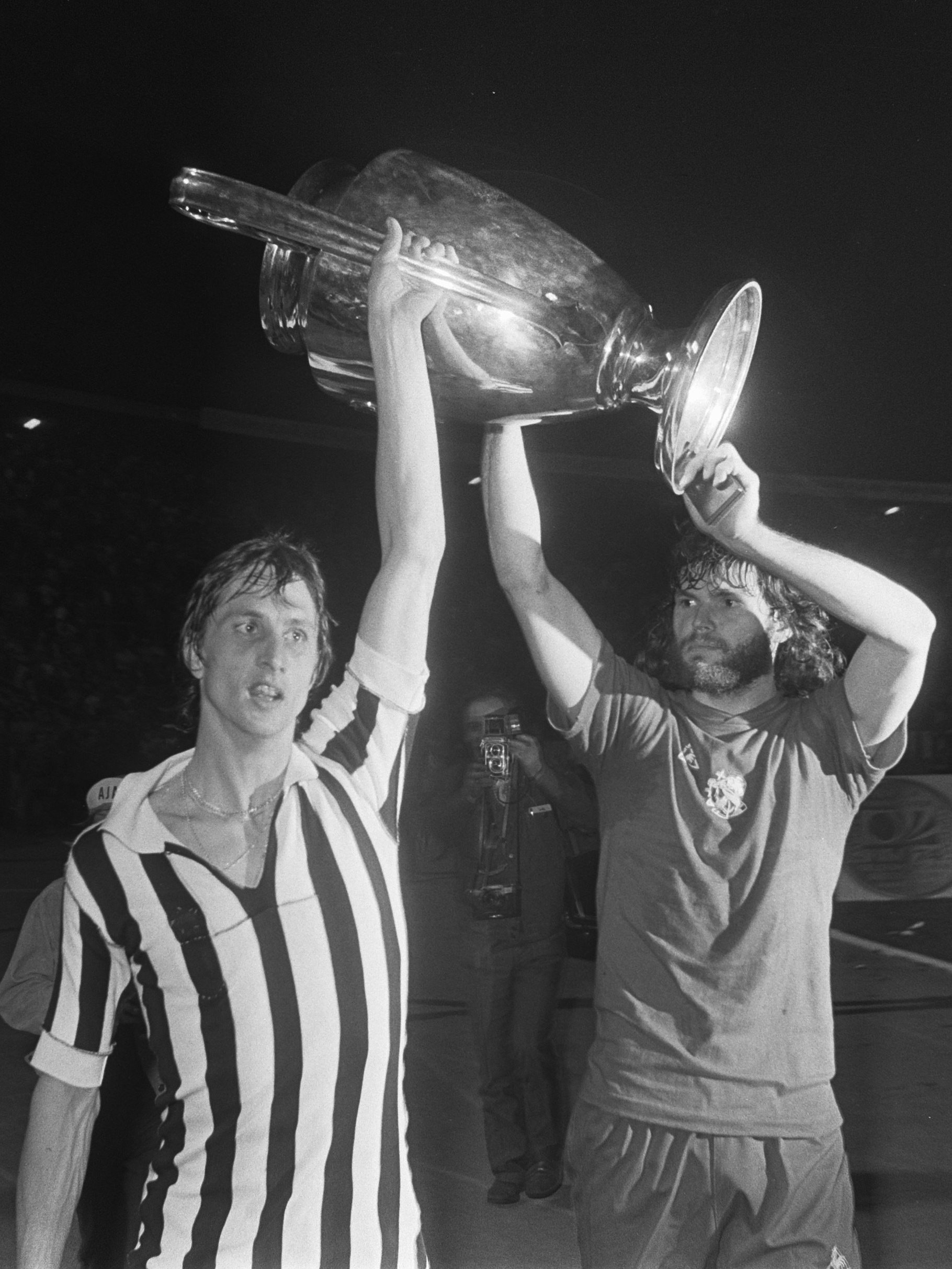
Cruijff und Hulshoff (r) nach dem EC-Finale 1973

1970 gewann Ajax mit dem Gewinn des Doubles von Pokal und Meisterschaft erneut zwei Titel, und qualifizierte sich wieder für den Europapokal der Landesmeister. 1971 musste Ajax national in der Meisterschaft dem damaligen Hauptrivalen Feyenoord Rotterdam den Vortritt lassen und konnte nur den Pokal gewinnen, aber erreichte erneut das Finale des Europapokals, diesmal im Londoner Wembley-Stadion gegen Panathinaikos Athen. Ein langer Pass von Hulshoff in der fünften Minute auf den Linksaußen Piet Keizer, dessen Flanke Dick van Dijk per Kopfball zum 1:0 verwandelte, leitete den Sieg von Ajax ein. Der Klub gewann am Ende mit 2:0 in stilprägender Manier – mit dem so genannten Totalen Fußball – erstmals den Europapokal der Landesmeister. Im Oktober desselben Jahres konnte Barry Hulshoff auch seinen ersten Länderspieleinsatz feiern. Beim 3:2-Sieg der Niederlande über die DDR erzielte der mittlerweile für seine Sturmläufe ins Angriffszentrum bekannte Hulshoff dabei den 1:1-Ausgleich. In dieser Partie spielte er sich auch in die Stammformation der von František Fadrhonc betreuten Nationalauswahl. Bei den beiden weiteren Länderspielen des Jahres steuerte er ebenso jeweils einen Treffer bei. Beim ersten Länderspiel von 1972 – einem 5:0-Sieg in Griechenland – waren es sogar zwei.
Auf Vereinsebene hatte er ab der Saison 1971/72 einen neuen Partner in der Innenverteidigung. Der vom TSV 1860 München gekommene Horst Blankenburg löste den „Denker“ Velibor Vasović ab, der aus gesundheitlichen Gründen seine Karriere beendet hatte, und der Rumäne Ștefan Kovács löste Rinus Michels ab, der nach Barcelona gegangen war. In den Augen vieler gewann Ajax in der Folge an Spielfreude und Kreativität. 1972 wurde das erfolgreichste Jahr der Vereinsgeschichte. Der Pokal konnte verteidigt werden, die Meisterschaft zurückgewonnen – und im Finale des Europapokals, diesmal in Rotterdam, besiegten die Ajacieden Inter Mailand mit dem Abwehrrecken Giacinto Facchetti, Mittelfelddirigenten Sandro Mazzola und Stürmerstar Roberto Boninsegna durch zwei Cruyff-Tore mit 2:0. Den vierten Titel des Jahres holte sich Ajax im September in den zwei hart geführten Partien gegen den Copa-Libertadores-Sieger CA Independiente aus dem bonarenser Industrievorort Avellaneda den Weltpokal. In Argentinien erreichte Ajax ein Unentschieden und machte im Rückspiel mit 3:0 alles klar.
1973 verteidigte Ajax den Meistertitel und errang zum dritten Mal in Serie den Europapokal der Landesmeister, diesmal dank eines Johnny Rep Treffers bereits in der vierten Minute durch einen etwas mühevoll herausgespielten 1:0-Erfolg gegen Juventus Turin in Belgrad, bei dem sich die Amsterdamer Verteidigung auszeichnete. Dies war einstweilen der letzte große Erfolg von Ajax, denn zum Ende der Saison verließ Johan Cruyff den Verein um sich Rinus Michels beim FC Barcelona anzuschließen, womit ein nachhaltiger Niedergang einsetzte. Die Nationalmannschaft hingegen qualifizierte sich für die Weltmeisterschaft 1974 in Deutschland. Dies war nicht zuletzt dem seinerzeit mit markantem Vollbart ausgestatteten Barry Hulshoff zu verdanken. Er erzielte im September 1973 im vorletzten WM-Qualifikationsspiel in Oslo drei Minuten vor Schluss den 2:1-Siegtreffer gegen die Norweger. Das war sein sechster und letzter Länderspieltreffer. Im verbleibenden Spiel reichten den Oranjes im November ein glückliches 0:0 gegen Belgien, um sich dank besserer Tordifferenz zu qualifizieren.
Das war Hulshoffs letzter Länderspieleinsatz. Die Teilnahme an der Weltmeisterschaft blieb ihm durch eine Verletzung verwehrt, was von vielen als eine wesentliche Schwächung der Niederländischen Abwehrreihe empfunden wurde. Dafür durfte sich Barry Hulshoff mit einem kleinen Cameo-Auftritt im Film Op de Hollandse toer des Regisseurs Wim Sonneveld trösten, der ihm 1973 auch zuteilwurde.
Mit Ajax gewann Barry Hulshoff nur noch die Meisterschaft von 1977. In den folgenden beiden Spielzeiten spielte er noch beim MVV Maastricht.
Der Österreicher Heinz Schilcher, mit dem er Anfang der 1970er Jahre bei Ajax gespielt hatte, nunmehr Trainer, überredete ihn 1982 zu einem Comeback in der Verteidigung des Grazer AK. Hulshoff fand schnell heraus, dass es selbst für Österreich nicht mehr ganz reichte, und kam so nur noch auf drei Erstligaspiele und war daneben auch noch in beiden Partien beim Erstrundenaus im UEFA-Pokal gegen den rumänischen Verein Corvinul Hunedoara dabei. Er war danach noch technischer Direktor bei den Steirern, musste aber dann kurz vor Beginn der Saison 1983/84 aus persönlichen Gründen nach Holland zurückkehren.

### Trainer und Manager
1987 schloss sich Barry Hulshoff dem Trainerstab von Ajax an. Nachdem der seinerzeitige Cheftrainer von Ajax, Johan Cruyff, im Januar 1988 vom Amt zurückgetreten war, übernahm ein Triumvirat, bestehend aus Hulshoff, Antoine Kohn und Bobby Haarms, die Leitung der Mannschaft. Dabei war es Barry Hulshoff beschieden, im Mai beim Endspiel des Europapokal der Pokalsieger in Straßburg gegen KV Mechelen als Hauptverantwortlicher auf der Bank zu sitzen. Nachdem der Ajaciede Danny Blind bereits in der 15. Minute des Feldes verwiesen worden war, verlor Ajax mit 0:1. In der nationalen Meisterschaft wurde Ajax nur abgeschlagener Zweiter hinter der PSV Eindhoven und das Triumvirat wurde durch den Deutschen Kurt Linder abgelöst, der bereits 1981/82 Cheftrainer beim Verein gewesen war. Hulshoff blieb aber noch bis 1990 beim Stab.
Ab den 1990er Jahren machte Hulshoff Belgien zum Mittelpunkt seiner Aktivitäten und er trainierte dort KVC Westerlo, Lierse SK, KSK Beveren, Beerschot VAC, K Sint-Truidense VV, SK Aalst und war zwischen 2001 und 2002 bei der KV Mechelen. Diese Engagements blieben durchwegs erfolglos und bei Mechelen erfolgte unter seiner Ägide sogar der Abstieg in die zweite Liga.
2002 kehrte er zurück in die Niederlande und wurde Technischer Direktor bei Willem II, wo er sich aber auch bereits im März des nächsten Jahres verabschiedete. Es folgte 2005 ein Engagement in selbiger Funktion in den USA beim Ajax-Ableger Ajax Orlando in Florida, wo er damit Nachfolger seines vormaligen Mannschaftskameraden Wim Suurbier wurde. Doch auch dort war die Tätigkeit nicht längerfristig, denn Ajax Orlando stellte Mitte 2006 den Spielbetrieb ein und wurde aufgelöst. Er blieb bis 2012 Leiter der nordamerikanischen Operationen von Ajax, die zuletzt ein in Kaliforniern basiertes Frauenteam beinhaltete.
Als 2007 der vormalige belgische Nationalspieler und heutige Trainer Jan Ceulemans nach zweijähriger Abwesenheit zum KVC Westerlo zurückkehrte, kam im Gefolge Hulshoff zu dem Verein zurück, bei dem er bereits zu Anfang der 1990er Jahre gewirkt hatte. Im Trainerstab von Ceulemans wurde er hauptsächlich mit der Leitung der Jugendmannschaft betraut. Nach seiner Berufung zum Cheftrainer im Mai 2012 holte der ehemalige belgische Nationalspieler Frank Dauwen Hulshoff als Assistenten in seinen Stab.
2010 wurde er auf Betreiben von Johan Cruiff auch Mitglied des Mitgliederrates von Ajax. Später war er auch Berater einiger Spieler wie Matthijs de Ligt.
Im Februar 2020 verstarb Barry Hulshoff nach kurzer Krankheit. Sein Bruder Ben Hulshoff und sein Neffe Dennis Hulshoff hatten ebenso eine Karriere als professionelle Fußballer.

## Erfolge
Spieler:
- Weltpokal: 1972
- Europapokal der Landesmeister: 1971, 1972, 1973
- Fußballmeister der Niederlande: 1966, 1967, 1968, 1970, 1972, 1973, 1977
- Fußball-Pokal der Niederlande: 1967, 1970, 1971, 1972